# Hindukalender
Hindukalenderen er en kalender som benyttes i hinduismen og har eksisteret helt siden Vedaen blev skrevet, men med diverse tiltag og tilpasninger. Der er store forskelle mellem forskellige lokale indiske hinduistiske kalenderne. Hindukalenderen må ikke forveksles med den indiske nationale kalenderen. En ny dag i den hinduistiske kalenderen begynder med solopgang.
Hindukalenderen har ingen fast hviledag, da hinduenes religion ikke har nogen grundlægger eller skaber som havde en hviledag i sin gerning. I 1957 blev det vedtaget en officiel hindukalender, denne er baseret på måne og sol, og følges af både hinduer og sikher. Kalenderen er på 12 måneder af 30/31 dage, månedene deles igen på to indeholdende 15 dage hver, og en sådan måned kaldes en paksha. Hvert tredje år er det skudår, og her bliver der indsat en ekstra måned. Religiøse fester falder altid på fuldmåne, nymåne, eller på månens mørkeste tid. Kalenderen har ingen faste helligdage, fordi hver gud har sin helligdag. Normalt fejres der derfor helligdag på dagen til den guden eller de guderne man er specielt knyttet til. Hindukalenderen er til brug for religiøse højtider, til daglig bruges den vestlige kalender.

## Måneder
| Hindukalenderen           | Hindukalenderen |
| ------------------------- | --------------- |
| Måned                     | Dage            |
| Chaitra (चैत्र, चैत)         | 30              |
| Vaishākh (वैशाख, बैसाख)       | 31              |
| Jyaistha (ज्येष्ठ, जेठ)       | 31              |
| Āshādha (आषाढ, आषाढ़)        | 31              |
| Shrāvana (श्रावण, सावन)      | 31              |
| Bhadrapada (भाद्रपद, भादो)    | 31              |
| Āshwin (आश्विन)             | 30              |
| Karttika (कार्तिक)           | 30              |
| Margasirsa (मार्गशीर्ष, अगहन) | 30              |
| Paush (पौष)                | 30              |
| Māgh (माघ)                 | 30              |
| Phālgun (फाल्गुन)            | 30              |

 Der er for få eller ingen kildehenvisninger i denne artikel, hvilket er et problem. Du kan hjælpe ved at angive troværdige kilder til de påstande, som fremføres i artiklen.